# Contea di Lapeer
La contea di Lapeer, in inglese Lapeer County, è una contea dello Stato del Michigan, negli Stati Uniti. La popolazione al censimento del 2000 era di 87 904 abitanti. Il capoluogo di contea è Lapeer.